# 都制度調査会
都制度調査会（とせいどちょうさかい）は東京都が昭和56年（1981年）に設置した都知事（鈴木俊一）の私的諮問機関。発足時委員長は田中二郎。
昭和59年（1984年）に「新しい都制度のあり方」を都知事に報告した。
関連して、都制度調査会に先立ち、特別区長会が特別区政調査会（辻清明会長）を設置していた。

## 委員
- 雄川一郎[5]
- 荻田保[5]
- 大内正二[5]
- 大川政三[5]
- 加藤富子[5]
- 川越昭[5]
- 佐藤竺[5]
- 下山瑛二[5]
- 鈴木誠一[5]
- 成田頼明[5]
- 橋本博夫[5]
- 林卓男[5]
- 林忠雄[5]
- 日笠端[5]
- 肥後和夫[5]
- 磯部力（専門調査員）[5]
- 今村都南雄（専門調査員）[5]
- 碓井光明（専門調査員）[5]
- 小早川光郎（専門調査員）[5]
- 田中一行 (経済学者)（専門調査員）[5]
- 林正寿（専門調査員）[5]
- 日端康雄（専門調査員）[5]
- 深谷昌弘（専門調査員）[5]

## 報告
昭和59年（1984年）に「新しい都制度のあり方」で、保健衛生、建築行政、清掃事業などに関し、従前の区の事務権限を拡大することを提案した。

## 関連文献
- 東京都企画報道室調査部「都制度調査会資料」シリーズ、1981年-1982年[6]